# 熱烈台風娘
熱烈台風娘（ホットタイフーン）は立川恵作の少女漫画作品。

## 概要
立川恵の初期代表作の一つであり、連載デビュー作、初コミックス化作品でもある。講談社の少女漫画雑誌『なかよし』に1993年6月号から1994年2月号まで連載された。同社刊KCなかよしより単行本発刊。全2巻。ヒロイン一人に取り巻きの男性3人という「逆ハーレム漫画」的な構図である。少女漫画には珍しく、色恋沙汰は見事に「ほのかな好意」程度に抑えられている。内容は『西遊記』を基にした学園格闘ファンタジー。当時の『なかよし』掲載作品としては珍しいバトルものであるが、ギャグ要素が非常に強い。

## あらすじ
チャキは孫悟空の血を引く一族の少女。そして一族最後の生き残りであった。彼女は父の遺言に従い、三蔵法師の一族が守る秘伝書を悪しき者から守るために日本にやってきた。そこで彼女は三蔵法師の子孫がいるという国士無双学園の事を知る。三蔵の子孫に会うため、彼女は学園に入学。しかしそこはただの学園ではなく、あらゆる授業が格闘・スポーツで行われるという格闘学園だった。
チャキはそこで三蔵法師の主従たちの血を色濃く受け継ぐ、それぞれの子孫に出会う。さらには三蔵の子孫が学園のどこかに幽閉されているという噂を知ることになる。
三蔵の子孫を幽閉しているのは学園長の一族と生徒会役員たち。そして、三蔵の子孫に出会えるのは学園内でも一握りのエリートクラスに所属する者のみ。それを知ったチャキたちは並みいるエリートたちを倒し、三蔵に会う機会を得ようとする。
そして生徒会役員・学園長一族との戦いを経て、チャキたちはこの戦いを操っていた「真の黒幕」とも言える存在と相まみえることになる。黒幕を倒して封印を解き、戦いを終えたチャキたちは再び中国の奥地へと帰っていくのだった。

## 登場人物
茶久羅（チャクラ）
ヒロインかつ孫悟空一族の末裔。通称チャキ。正義を愛する天真爛漫な野生児。動物（主にサル）と話をすることができる。類稀なる格闘センスと問答無用の体力を誇る。燃費は悪く、食事の量も常軌を逸する相当な大飯食らいで、頭脳も弱い。4月20日生まれのO型。
帆虎（ほとら）
沙悟浄一族の末裔。通称ホトラ。愛嬌ある強気な男子。「カッコいいか？」が口癖。幻魔激流破を使うことができる。実は頭頂に十円ハゲ（河童の皿の名残）があり、その事を非常に気にしている。水にぬれると生え際が目立つため、水泳の授業を休んでいた。成績の悪い美男子。ギャグシーンにおいてはツッコミ担当。中山秀征がモデル。2月26日生まれのB型。
天馬（てんま）
白馬天龍王一族の末裔。通称テンマ。非常に頭脳明晰な研究者肌の少年。格闘家だらけの格闘学園・国士無双学園では数少ない学問特待生（基礎学力の優秀さと格闘における知識や分析能力によって入学を許された者）である。唯一のツッコミ担当かつ常識人。10月11日生まれのB型。
華永（かやん）
猪八戒一族の末裔。通称カヤン。とことん真面目が故に、杓子定規。準エリートクラスにいたが、チャキたちと出会い上層部に逆らったことでチャキたちと同じ通常クラスに落とされる。非常に老け顔かつ長身なため、年上に間違えられやすいがチャキ達と同学年。9月5日生まれのA型。
キーちゃん
手乗り程の大きさの子猿。群れにはぐれたところをチャキたちに助けられる。その後、一行のマスコット的存在に。
三蔵法師（さんぞうほうし）
玄奘三蔵（72代目）。学園長によって幽閉されているともっぱらの噂。その真実は闇の中。
学園長（がくえんちょ）
三蔵を幽閉して学園の実権を握っている男。何かにつけてチャキたちをつけねらい陥れる。
来葉（ライハ）
学園長の娘。高笑いが似合うお嬢様。あらゆるものに生命を吹き込み操る妖魂術の使い手。ホトラに一目惚れした。「五雷神の鏡」の守護者。5月30日生まれのA型。
バラク
生徒会会計。何でも吸い込む秘宝「金色の瓢箪」を守護する。獅子縞（ししこう）を下僕に使う猛獣使い。太っており、大人に見える中学生。
イワン・イワノビッチ・イワノフ
生徒会書記。秘宝「魁星筆」を守護する。怪しい通販商品「簡易リング・戦うんですハイグレード」をチャキたちに売りつけようとした、サイボーグレスラー。自身にはめ込まれたコンピューターによる戦力分析で相手の攻撃を予想する。データ外の出来事に弱い。彼も大人に見える中学生。
アルベルト
生徒会副会長。秘宝の袁月青龍刀「虎牙刀」を守護する剣術使い。妖刀「邪心刀」でホトラを操りチャキたちを葬ろうとした。音楽で剣を操る。彼も大人に見える中学生。
蒼天（そうてん）
生徒会長。万能薬の秘宝「観音湯」を守護する。全身ツボタイツ愛好会の会長でもあり、人体の様々なツボを突く事で自らの無限の潜在能力を引き出して戦う男。彼も大人に見える中学生。
大工の源（だいくのげん）
最初にチャキたちを襲った刺客で、大工。大工道具とその技術を格闘に応用した能力の持ち主。大工道具を特に神聖なものと考えている。
金角・銀角（きんかく・ぎんかく）
「金角」と「銀角」の2人。双子の家政夫で、ライハのお世話係。エンジェルウィングのフリルつきエプロンを着た筋骨隆々の兄弟で、家事を格闘技までに高めた達人。色々な場所で芸細にライハをサポートする。
教頭（きょうとう）
忍者の末裔でデータ処理・事務系技術の達人。得意技は必殺キーパンチ千手観音の舞。新技の開発に余念が無い。

## 書誌情報
講談社「KCなかよし」刊。
- 第1巻 1994年3月発行  ISBN 9784061787735
- 第2巻 1994年8月発行  ISBN 9784061787858